# 東浜インターチェンジ
東浜インターチェンジ（ひがしはまインターチェンジ）は、鳥取県岩美郡岩美町陸上にある山陰近畿自動車道（岩美道路・東浜居組道路）のインターチェンジである。

## 歴史

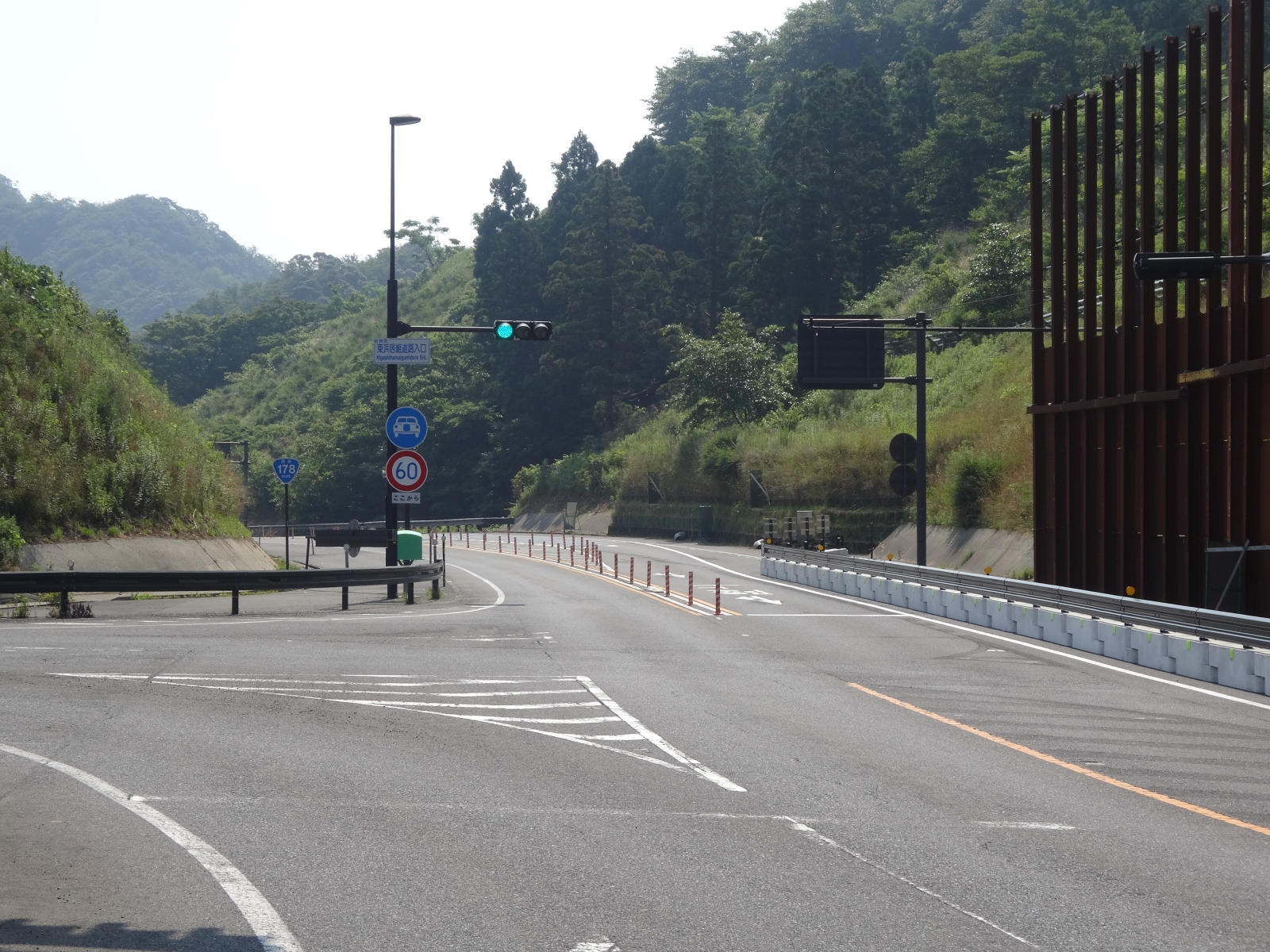
浦富IC方面延伸建設中当時の出入口（東浜居組道路入口）

- 2008年（平成20年）11月24日 : 東浜IC - 居組IC間開通に伴い、供用開始。
- 2023年（令和5年）3月12日 : 浦富IC - 東浜IC間開通[1]。

## 道路
- E9 山陰近畿自動車道（国道178号岩美道路、東浜居組道路）

## 接続する道路
- 国道178号
- 鳥取県道256号浦富岩井線

## 隣
E9 山陰近畿自動車道
浦富IC - 東浜IC - 居組IC